# Harpellales
De Harpellales vormen een orde van lagere schimmels (Zygomycota).
De soorten uit deze orde zijn enkelvoudige of vertakte thalli. De ongeslachtelijke voortplanting geschiedt via trichosporen; de geslachtelijke voortplanting via een zygomycelium. Er zijn ongeveer 35 soorten bekend.

## Taxonomische indeling
De taxonomische indeling van de Harpellales is volgens de Index Fungorum als volgt:
Orde: Harpellales
- Familie: Harpellaceae
- Familie: Lageriomycetaceae
- Familie: Incertae sedis
  - Geslacht: Ephemerellomyces
  - Geslacht: Opuntiella
  - Geslacht: Pseudoharpella